# Kate Belinda Finn
Catherine „Kate“ Belinda Finn (* 16. Dezember 1864 in Cork; † 8. März 1932 in London) war eine britische Schachspielerin. Sie gewann 1904 die erstmals ausgetragene britische Schachmeisterschaft der Frauen und verteidigte diesen Titel im folgenden Jahr.

## Leben
Sie war die einzige Tochter des Arztes Eugene Finn und dessen Frau Belinda, geborene McCarthy. Nach dem Tod ihres Vaters lebte sie bis zu deren Tod im Jahre 1906 zusammen mit ihrer Mutter in gut situierten Verhältnissen im Londoner Stadtteil Kensington. Später lebte sie mit einer jüngeren Frau, Eileen Florence Hodson Moriarty (1880–1945), zusammen. Finn starb im Alter von 67 Jahren an einer Lungenentzündung. Sie hinterließ ein Vermögen von 6000 Pfund Sterling.

## Schachkarriere
Das Schachspiel erlernte sie von ihrer Mutter, von der sie auch öfters zu Turnieren begleitet wurde. Kate Finn war Gründungsmitglied des Ladies' Chess Club, der im Januar 1895 in London ins Leben gerufen wurde. Der Club entfaltete eine rege Aktivität und spielte in den folgenden Monaten mehrere Vergleichskämpfe gegen andere Vereine. Vier Mitglieder nahmen an einem Damenturnier teil, das während des internationalen Schachturniers in Hastings 1895 organisiert wurde. Es gewann Lady Edith Thomas, Finn belegte den vierten Platz. Im Sommer 1897 nahm Finn am ersten internationalen Frauenturnier teil, das in London ausgetragen und von Mary Rudge gewonnen wurde. Für das Turnier gab es 32 Anmeldungen, aus denen 20 Teilnehmerinnen ausgewählt wurden. Nach acht Runden, in denen sie 3,5 Punkte erzielt hatte, spielte Finn nicht mehr weiter, weil ihr das warme Wetter und der dicht gedrängte Zeitplan des Turniers (19 Runden in elf Tagen) allzu sehr zusetzten. Im Juni 1900 gewann Finn das B-Turnier beim Annual Congress der Kent Chess Association, an dem vier Männer und zwei Frauen teilnahmen, mit 4 Punkten aus 5 Partien. Im März 1901 errang sie die Meisterschaft des Ladies' Chess Club. Bei einer Simultanvorstellung an 25 Brettern von Isidor Gunsberg im Dezember 1902 konnte Finn als einzige Teilnehmerin ihre Partie gewinnen.
Bei der 1904 erstmals ausgetragenen Britischen Meisterschaft in Hastings, die von der neu gegründeten British Chess Federation veranstaltet wurde, gab sie in 11 Partien nur einen halben Punkt ab und siegte mit 3 Punkten Vorsprung vor der Zweitplatzierten. Sie erhielt ein Preisgeld in Höhe von 10 Pfund Sterling und eine Goldmedaille. Daraufhin erschien im British Chess Magazine (1904, S. 399–400) ein bebilderter Artikel über sie. Dies war der bis dahin umfangreichste Bericht über eine Schachspielerin in dieser Zeitschrift. Ein Jahr später konnte Finn den Titel der Landesmeisterin in Southport verteidigen. Diesmal erzielte sie 9,5 Punkte und blieb abermals ohne Niederlage. Bei der Meisterschaft 1906 trat sie wegen einer schweren Erkrankung ihrer Mutter nicht mehr an. 
Beim Damenturnier im Rahmen des internationalen Schachturniers in Ostende 1907 kam sie punktgleich mit Grace Curling auf den ersten Platz und gewann einen späteren Stichkampf mit einem Sieg und zwei Remisen. Im Jahr 1911 gewann Finn ein weiteres internationales Frauenturnier, das von Theodor von Scheve in San Remo organisiert wurde. Der erste Preis betrug 1.000 Francs. Turniertabelle und Partien sind nicht überliefert.
In späteren Jahren ließ ihre Sehkraft nach und ihr Gesundheitszustand verschlechterte sich. Bis 1931 spielte sie aber noch Mannschaftswettkämpfe für den Imperial Chess Club in der London League. 

## Spielstärke
Die Spielstärke von Kate Finn ist schwer einzuschätzen, weil nur wenige ihrer Partien erhalten sind. Nach retrospektiven Berechnungen kam sie im Jahr 1905 auf ihre beste historische Elo-Zahl von 2095.
In der Wiener Schachzeitung von 1903 ist eine Partie aus einem Turnier in Plymouth abgedruckt, die sie gegen Wilfred Charles Palmer (1873–1914) in nur 10 Zügen verlor, was den Redakteur zu folgender Bemerkung veranlasste:

„Diese rapide Niederlage dürfte einige Psychologen verleiten, die Partie als einen wertvollen Beitrag für das beliebte Kapitel „Inferiorität der weiblichen Intelligenz“ anzusehen. Demgegenüber muß bemerkt werden, daß Miß Finn mit den Feinheiten des Schachspieles wohl vertraut ist und sich bei zahlreichen früheren Anlässen rühmlich hervorgetan hat.“

Zu den männlichen Schachspielern, die sie in Turnierpartien besiegen konnte, zählen Rudolf Loman (1903), Georg Schories (1905) und George Alan Thomas (1906).
Eine Gewinnpartie von ihr aus der Britischen Meisterschaft 1905 wurde am 25. August 1905 im Manchester Guardian abgedruckt. Der Name ihrer Gegnerin ist nicht bekannt, da er von der Redaktion mit NN abgekürzt wurde. 
1. d4 d5 2. c4 e6 3. Sc3 Sf6 4. Lg5 c6 5. cxd5 exd5 6. e3 Lb4 7. Ld3 Da5 8. Dc2 Sbd7 9. Sf3 0–0 10. 0–0 Lxc3 11. bxc3 Se4 12. Le7 Te8 13. Lb4 Dc7 14. c4 Dd8 15. cxd5 cxd5 16. Tac1 f5 17. Dc7 Sdf6 18. Se5 Ld7 19. Dxd8 Texd8 20. Tc7 Tab8 21. Le7 Te8 22. Lxf6 Sxf6 23. Sxd7 Sxd7 24. Txd7 „and won“.